# Rue de Blois
La rue de Blois est une voie de Nantes, en France.

## Situation et accès
Située dans le centre-ville de Nantes, la rue de Blois, qui part de la rue Jean-Jacques Rousseau et aboutit rue du Chêne-d'Aron, est pavée et non ouverte à la circulation automobile. À l'est de son tracé, elle rencontre la ruelle de Dessous-le-Chêne.

## Origine du nom
Selon une hypothèse évoquée par Édouard Pied, la voie pourrait avoir été baptisée en référence à la famille de Blois, et notamment à Charles de Blois qui fut duc baillistre de Bretagne.

## Historique
La voie est citée dans un acte d'alignement en date du 20 germinal, an XIII (1804-1805).

## Voies secondaires

### Ruelle de Dessous-le-Chêne
Cette rue débutant quai de la Fosse pour se terminer rue de Blois est actuellement fermée à toute circulation à ses deux extrémités. Son nom évoque le chêne qui existait naguère dans la rue du Chêne-d'Aron.
Localisation : 47° 12′ 43″ N, 1° 33′ 36″ O